# L'Hospitalet-près-l'Andorre
L'Hospitalet-près-l'Andorre es una localidad y comuna francesa en la región de Mediodía-Pirineos, departamento francés del Ariège, en el distrito de Foix. Situada en los Pirineos franceses. 
En L'Hospitalet se sitúa la estación de tren que conecta Andorra con Francia
A los habitantes de l'Hospitalet se les denomina por el gentilicio Espitalois.
L'Hospitalet-près-l'Andorre en castellano significa El Hospitalete cercano a Andorra

## Demografía
| 193 | 161 | 186 | 171 | 146 | 166 | 107 | 89 | 92 |
| Para los censos de 1962 a 1999 la población legal corresponde a la población sin duplicidades (Fuente: INSEE [Consultar]) |     |     |     |     |     |     |    |    |